# 12828 Batteas
12828 Batteas (1997 AU9) là một tiểu hành tinh vành đai chính được phát hiện ngày 3 tháng 1 năm 1997 bởi Spacewatch ở Kitt Peak.

## Vị trí
Batteas là một tiểu hành tinh cỡ trung quay quanh Sao Hỏa và Sao Mộc trong phần chính của vành đai tiểu hành tinh. NASA chưa phân loại Batteas là loại hành tinh có khả năng gây nguy hiểm vì quỹ đạo của nó không đưa nó đến gần Trái Đất.
Batteas quay quanh Mặt Trời cứ sau 1.240 ngày (3,39 năm), ở khoảng cách gần nhất là 1,96 AU và cách xa mặt trời tới 2,56 AU. Batteas có đường kính khoảng 3,0 km, khiến nó lớn hơn 99% các tiểu hành tinh, có kích thước tương đương với đảo Manhattan.